# Hébertister
Hébertisterna, uppkallade efter politikern Jacques René Hébert, var en ateistisk gruppering på yttersta vänsterkanten under franska revolutionen. Hébertisterna bekämpades och besegrades av Maximilien de Robespierre 1794.